# Match à domicile
 (mai 2018).
Si vous disposez d'ouvrages ou d'articles de référence ou si vous connaissez des sites web de qualité traitant du thème abordé ici, merci de compléter l'article en donnant les références utiles à sa vérifiabilité et en les liant à la section « Notes et références ».

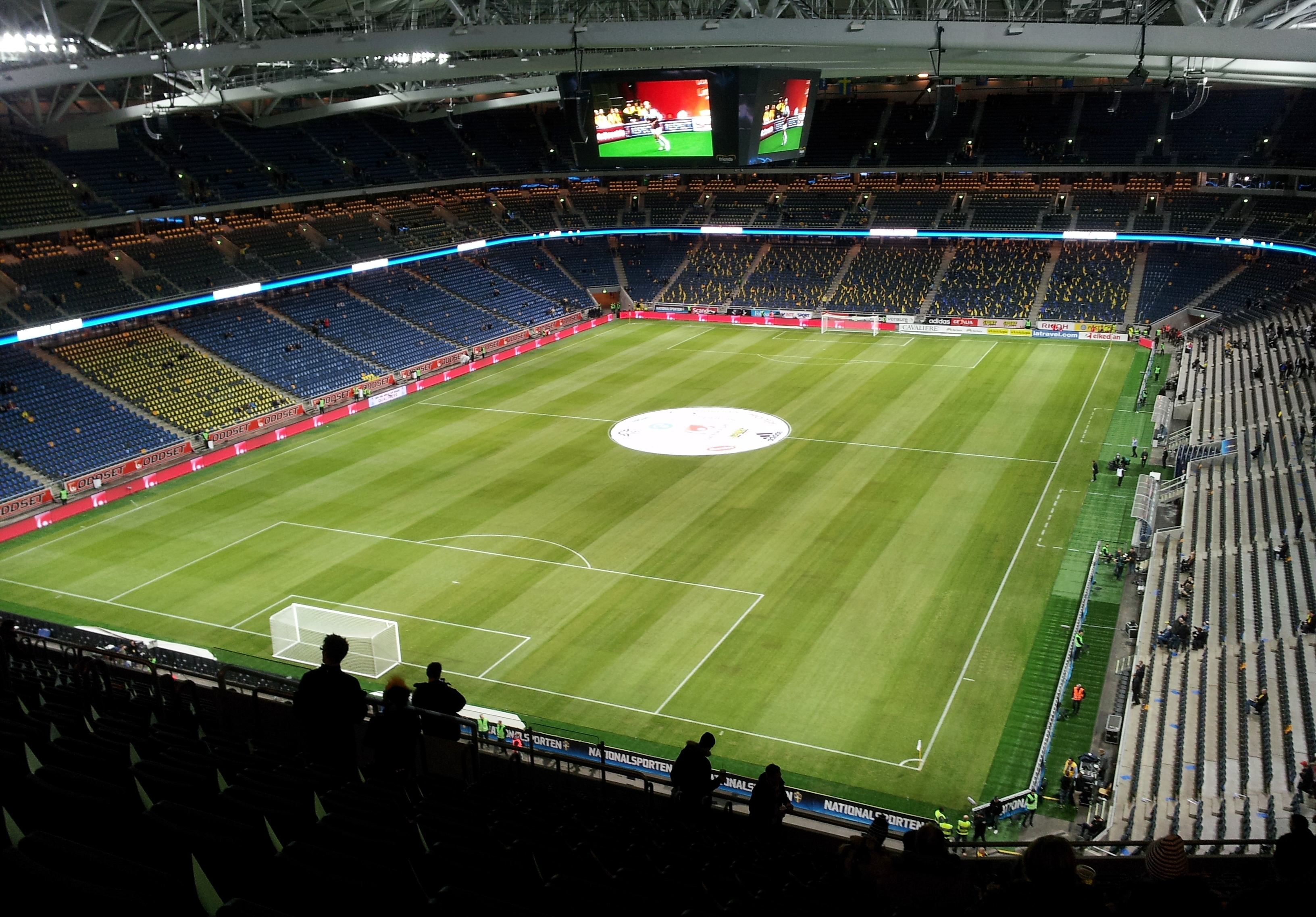
Friends Arena, à Solna en Suède, depuis l'intérieur.

L'expression match à domicile est utilisée dans certains sports pour désigner le fait qu'une équipe ou un joueur joue dans les installations sportives (stade, court de tennis, piscine …) de sa ville, sa région ou son pays d'origine, face à un adversaire venant d'ailleurs. Inversement, on parle de match à l'extérieur pour l'adversaire en déplacement.
Cette situation est souvent considérée comme favorable, notamment grâce à l'apport de soutien de la part du public local, aussi avec une plus grande habitude et familiarité des lieux. Ainsi, en football, on parle parfois de « douzième homme » pour désigner le public local dans son rapport avec l'équipe qui joue à domicile. Deux chercheurs britanniques, Sandy Wolfson et Nick Neave, ont montré que le niveau de testostérone était supérieur chez un sportif qui joue à domicile et que cela serait lié à un instinct de domination et de défense du territoire.
Inversement, le fait de jouer à domicile peut apporter une pression supplémentaire. Elle peut alors être rapprochée de la peur de gagner.